# August Heinrich Hoffmann von Fallersleben
Hoffmann von Fallersleben (właśc. August Heinrich Hoffmann, ur. 2 kwietnia 1798 w Fallersleben, zm. 19 stycznia 1874 w Corvey) – nauczyciel akademicki, germanista (językoznawca), poeta. W 1841 w proteście przeciwko rozbiciu Niemiec napisał późniejszy niemiecki hymn narodowy Pieśń Niemców (Das Lied der Deutschen – „Deutschland, Deutschland über alles”). Był też twórcą wielu piosenek dla dzieci, np. Ein Männlein steht im Walde.

## Życiorys
Był synem kupca, właściciela gospody i burmistrza miasta Fallersleben Heinricha Wilhelma i Dorothei z domu Balthasar. Uczęszczał do szkoły w Fallersleben, Helmstedt i w Brunszwiku (niem. Braunschweig). Od 1816 studiował teologię w Getyndze (niem. Göttingen) i od 1818 germanistykę w Bonn. Jego nauczycielami byli tu m.in. Jacob Grimm i Ernst Moritz Arndt. Ponieważ nosił bardzo popularne nazwisko oraz również popularne imiona, przybrał przydomek od miejscowości, z której pochodził.
Od 1821 pracował jako bibliotekarz w prywatnej bibliotece Georga von Meusebacha w Berlinie, gdzie poznał m.in. Georga Wilhelma Friedricha Hegla. W 1823 został powołany na stanowisko kustosza biblioteki Uniwersytetu Wrocławskiego. Od 1830 był tam profesorem języka i literatury niemieckiej. Aktywny w intelektualnym życiu miasta. W 1827 założył towarzystwo o przekornej nazwie Towarzystwo Bezcelowe (Zwecklose Gesellschaft), a w 1836, istniejące aż do 1896, adresowane do sfer artystycznych, ale gromadzące ludzi ze wszystkich stanów towarzystwo „Laetitia”.
Przeciwnik monarchii absolutnej. Za wydane w 1842 „Pieśni niepolityczne” (Die unpolitischen Lieder) uznane w Prusach za niecenzuralne został zwolniony z Uniwersytetu, pozbawiony profesury i prawa do pensji. Nadzorowany przez policję musiał wielokrotnie zmieniać miejsce pobytu i dzięki pomocy przyjaciół zatrzymywał się w różnych miastach i majątkach ziemskich w kilku krajach niemieckich i Holandii. W 1849 został zrehabilitowany i mógł zamieszkać w Nadrenii (niem. Rheinland). W tym samym roku ożenił się ze swoją o 33 lata młodszą siostrzenicą, Idą von Berge. Miał z nią syna, Franza Friedricha, późniejszego malarza.
Od 1855 mieszkał w Corvey. Pracował tu w bibliotece zamkowej.
Jest autorem m.in. tomów wierszy Lieder und Romanzen i Die unpolitischen Lieder (1840 i 1842). Pisał wiersze i piosenki dla dzieci. Wydał też tom tłumaczeń pieśni ludowych z Górnego Śląska. Pieśń Niemców została napisana na wyspie Helgoland (która wtedy należała do Anglii) i w tym samym roku po raz pierwszy zaśpiewana publicznie w Hamburgu.